# Франсис Едмъндс
Франсис Едмъндс (на английски: Frances Edmonds) е британска експертка по комуникация, лекторка и писателка на произведения в жанра пътепис, мотивационна литература, любовен роман и документалистика.

## Биография и творчество
Франсис Едмъндс е родена през юли 1952 г. във Великобритания. Има двама по-малки братя. Завършва с магистърска степен съвременни и средновековни езици Кеймбриджкия университет. След дипломирането си работи като международен преводач за конференции към Комисията на Европейския съюз в Брюксел. След това 15 години работи за широк кръг от международни организации и правителства, включително държавни и правителствени ръководители на техните световни икономически срещи.
Първата ѝ книга „Another Bloody Tour: England in the West Indies“ (Друга кървава обиколка: Англия в Западна Индия) е публикувана през 1986 г., а втората „Cricket XXXX Cricket“ – през 1987 г. Двете книги са свързани със състезателната кариера на съпруга ѝ, бившия състезател по крикет на Англия, Фил Едмъндс.
Автор е на няколко художествени романа като „Измамно привличане“ и „Най-ценното бижу“.
През 2000 г. Франсис Едмъндс създава собствена строителна компания в Лондон, развиваща се успешно, и която продава през 2004 г. През 2009 г. става директор на „The D Group“, голяма мрежа за бизнес развитие във Великобритания. Сътрудник е към Института за изявени кариери в Станфордския университет.
Тя е член на Британската асоциация на жените предприемачи, член на Кралското общество на изкуствата и член на Асоциацията на професионалните лектори.
Франсис Едмъндс живее със семейството си в Нотинг Хил, Лондон, и Биариц, Франция.

## Произведения
- Another Bloody Tour: England in the West Indies (1986)
- Cricket XXXX Cricket (1987)
- Members Only (1989)
- A tale of vengeance (1992)
- Samson and Delilah: A Tale of Vengeance (1993)
Измамно привличане, изд.: ИК „Хермес“, Пловдив (1998), прев. Иванка Савова
- Star Of Heaven (1994)
Най-ценното бижу, изд.: ИК „Хермес“, Пловдив (1995, 1997), прев. Иванка Савова
- Games (1996)
- Winning the Game of Life (2001)
- Art is us : Aboriginal art, identity and wellbeing in Southeast Australia (2007)